# Neopomacentrus cyanomos
Neopomacentrus cyanomos là một loài cá biển thuộc chi Neopomacentrus trong họ Cá thia. Loài này được mô tả lần đầu tiên vào năm 1856.

## Từ nguyên
Từ định danh được ghép bởi hai âm tiết trong tiếng Latinh: cyano ("xanh lam") và omos ("vai"), hàm ý có lẽ đề cập đến một vệt màu xanh tím trên "vai" của mẫu định danh.

## Phạm vi phân bố và môi trường sống
N. cyanomos có phạm vi phân bố rộng khắp khu vực Ấn Độ Dương - Thái Bình Dương. Từ Biển Đỏ và vịnh Ba Tư, loài này được tìm thấy dọc theo bờ biển Đông Phi, băng qua vùng biển các nước Đông Nam Á đến tiểu vùng Melanesia (trừ Fiji), xuôi về phía nam đến bang New South Wales (Úc), ngược lên phía bắc đến Nhật Bản. Loài này sinh sống tập trung gần những rạn san hô viền bờ ở độ sâu đến 30 m.

### Loài xâm nhập
Tuy là loài bản địa của khu vực Ấn-Thái Dương, N. cyanomos đã được du nhập đến Đại Tây Dương thông qua việc "đi nhờ" vào các giàn khoan dầu được vận chuyển qua các đại dương. Lần đầu tiên, N. cyanomos được phát hiện ngoài khơi bang Veracruz (México), sau đó mở rộng đến bãi ngầm Cayos Arcas, các rạn nhân tạo ngoài khơi bang Alabama (Hoa Kỳ), và đảo Trinidad. Kể từ đó, N. cyanomos đã thiết lập một quần thể rộng đáng kể ở vùng vịnh México, đứng thứ hai chỉ sau cá mao tiên, một loài cá xâm lấn phổ biến nhất ở bờ tây Đại Tây Dương.

## Mô tả
Chiều dài cơ thể tối đa được ghi nhận ở N. cyanomos là 10 cm. N. cyanomos có màu nâu với một đốm đen lớn ở nắp mang. Phía sau của vây lưng và vây hậu môn có màu vàng, nhưng có thể là màu trắng. Gốc vây đuôi màu nâu sẫm, chuyển thành màu vàng ở hai thùy đuôi.
Số gai ở vây lưng: 13; Số tia vây ở vây lưng: 11–12; Số gai ở vây hậu môn: 2; Số tia vây ở vây hậu môn: 11–12; Số tia vây ở vây ngực: 17; Số gai ở vây bụng: 1; Số tia vây ở vây bụng: 5.

## Sinh thái học
Thức ăn của N. cyanomos là các loài động vật phù du. Cá đực có tập tính bảo vệ và chăm sóc trứng.